# Anthrax pilosulus
Anthrax pilosulus är en tvåvingeart som beskrevs av Gabriel Strobl 1902. Anthrax pilosulus ingår i släktet Anthrax och familjen svävflugor. Inga underarter finns listade i Catalogue of Life.